# 申子 (書籍)
《申子》是戰國時期的申不害所著。書中有著申不害以法治國的主張，以“術”著称于世。

## 內容
一國之君當讓大臣以為自己很弱小，裝作不知道事情的真相，即所謂去智。
君主也該假裝看不見一些他本來該看見的‘勾當’，即去視。
君主該裝作聽不見一些他本來該去聽見的意見，或者傳言；即去聽。
由此，可讓大臣無法猜測出君主的內心想法，無法刻意迎合君主喜好，也就無法隱藏自己的缺點；君主喜怒不形於色，則可以操控那些大臣的心理，讓大臣感到懼怕。

## 影響
後世的君主統治國家時，多以法家思想治國，當中申不害的術，能夠大大的將一些能力較弱的君主也能保持他的權力不旁落，因此很受中國各代君主歡迎。